# Darren Cahill
Darren Cahill (Adelaide, 2 ottobre 1965) è un allenatore di tennis ed ex tennista australiano.

## Biografia
Darren Cahill è figlio del giocatore e allenatore di football australiano John Cahill.  Il suo soprannome è "Killer". Ha frequentato l'Australian Institute of Sport grazie ad una borsa di studio.

### Giocatore
A livello juniores raggiunge la finale del doppio ragazzi agli Australian Open 1983 insieme ad Alan Lane.
A livello professionistico, in singolare ha vinto due titoli raggiungendo la ventiduesima posizione mondiale. Si è avventurato fino alla semifinale degli US Open 1988 eliminando sulla sua strada Boris Becker ed arrendendosi a Mats Wilander, futuro vincitore del torneo.
In doppio ha vinto tredici titoli e raggiunto la top-10 mondiale, arrivando alla finale degli Australian Open 1989 in coppia con Mark Kratzmann.
Raggiunge un'importante finale anche nel doppio misto dove, insieme a Nicole Bradtke, arriva all'ultimo match del Torneo di Wimbledon 1987.
In Coppa Davis ha giocato dieci match con la squadra australiana vincendone sei.

### Allenatore
Dopo il ritiro è rimasto nell'ambiente tennistico come allenatore ed ha portato Lleyton Hewitt a diventare il più giovane di sempre a raggiungere la prima posizione del ranking, successivamente ha collaborato con Andre Agassi, che sotto la sua guida è diventato il più anziano numero uno del mondo nel maggio 2003. Dopo il ritiro di Agassi, avvenuto nel 2006, dal 2007 al 2009 è stato capitano della squadra australiana di Coppa Davis. È entrato inoltre nell'Adidas Player Development Program per il quale ha seguito Andy Murray, Ana Ivanović, Fernando Verdasco, Daniela Hantuchová, Sorana Cîrstea e Simona Halep, che ha allenato dal 2017 al 2018 aiutandola a raggiungere la prima posizione della classifica WTA. Alla fine della stagione 2018 ha interrotto il suo rapporto lavorativo con la tennista rumena per dedicare maggiore tempo alla famiglia. All'inizio del 2020 ha ripreso il suo lavoro di coach con Simona Halep.
Nel giugno 2022 viene annunciato come supercoach nel team del tennista italiano Jannik Sinner al fianco dell'allenatore Simone Vagnozzi. Dopo i grandi successi di Sinner nella stagione 2023, a fine anno Vagnozzi e Cahill si aggiudicano entrambi il premio ATP "Allenatore dell'anno". Sotto la loro guida l'altoatesino conquista il suo primo titolo del Grande Slam agli Australian Open 2024, la prima posizione nella classifica mondiale e lo US Open 2024. Nel 2025 annuncia che sarà il suo ultimo anno nel circuito ATP come allenatore; nel frattempo sotto la sua guida Jannik Sinner vince altri due titoli del Grande Slam, l'Australian Open 2025 e il Torneo di Wimbledon 2025.

## Vita privata
Ha due figli, Tahlia e Benjamin.

## Statistiche

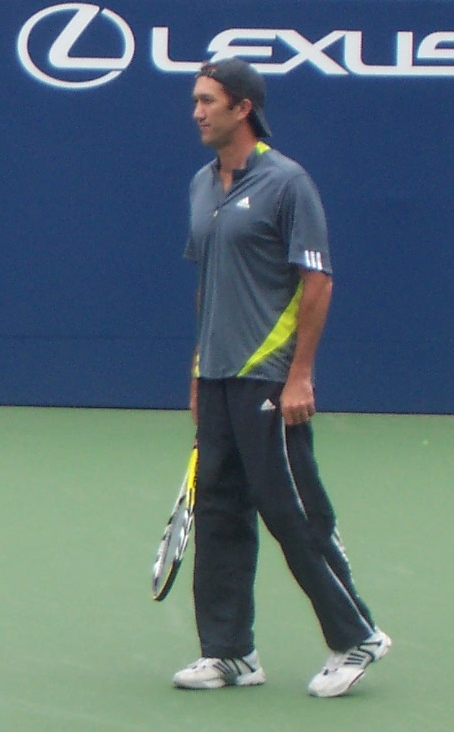
Darren Cahill all'U.S. Open del 2007

### Singolare

#### Vittorie (2)
| Numero | Data             | Torneo                                     | Superficie  | Avversario in finale | Punteggio     |
| 1.     | 10 luglio 1988   | Swiss Open Gstaad, Gstaad                  | Terra rossa | Jakob Hlasek         | 6-3, 6-4, 7-6 |
| 2.     | 10 febbraio 1991 | Pacific Coast Championships, San Francisco | Cemento     | Brad Gilbert         | 6-2, 3-6, 6-4 |

### Doppio

#### Vittorie (13)
| Numero | Data             | Torneo                                     | Superficie  | Compagno        | Avversari in finale           | Punteggio     |
| 1.     | 29 dicembre 1985 | Melbourne Outdoor, Melbourne               | Erba        | Peter Carter    | Brett Dickinson Roberto Saad  | 7–6, 6–1      |
| 2.     | 19 ottobre 1987  | Australian Indoor Championships, Sydney    | Cemento     | Mark Kratzmann  | Boris Becker Robert Seguso    | 6-3, 6-2      |
| 3.     | 5 gennaio 1988   | South Australian Open, Adelaide            | Cemento     | Mark Kratzmann  | Carl Limberger Mark Woodforde | 4-6, 6-2, 7-5 |
| 4.     | 11 gennaio 1988  | New South Wales Open, Sydney               | Erba        | Mark Kratzmann  | Joey Rive Bud Schultz         | 7-6, 6-4      |
| 5.     | 1º maggio 1988   | ATP German Open, Amburgo                   | Terra rossa | Laurie Warder   | Rick Leach Jim Pugh           | 6-0, 5-7, 6-4 |
| 6.     | 17 ottobre 1988  | Australian Indoor Championships, Sydney    | Cemento     | John Fitzgerald | Martin Davis Brad Drewett     | 6-3, 6-2      |
| 7.     | 15 gennaio 1989  | New South Wales Open, Sydney               | Cemento     | Wally Masur     | Pieter Aldrich Danie Visser   | 6-4, 6-3      |
| 8.     | 19 giugno 1989   | Queen's Club Championships, Londra         | Erba        | Mark Kratzmann  | Tim Pawsat Laurie Warder      | 7-6, 6-3      |
| 9.     | 9 ottobre 1989   | Brisbane International, Brisbane           | Cemento     | Mark Kratzmann  | Broderick Dyke Simon Youl     | 6-4, 5-7, 6-0 |
| 10.    | 4 marzo 1990     | Volvo U.S. National Indoor, Memphis        | Cemento     | Mark Kratzmann  | Udo Riglewski Michael Stich   | 6-3, 6-2      |
| 11.    | 15 luglio 1990   | Hall of Fame Tennis Championships, Newport | Erba        | Mark Kratzmann  | Todd Nelson Bryan Shelton     | 7-6, 6-2      |
| 12.    | 20 agosto 1990   | Cincinnati Open, Cincinnati                | Cemento     | Mark Kratzmann  | Neil Broad Gary Muller        | 7-6, 6-4      |
| 13.    | 17 gennaio 1994  | New South Wales Open, Sydney               | Cemento     | Sandon Stolle   | Mark Kratzmann Laurie Warder  | 6-1, 7-6      |